# Asma Mohamed Abdallah
Asma Mohamed Abdallah (écrit quelquefois Asma Mohamed Abdalla) est une diplomate soudanaise. Elle est ministre des Affaires étrangères de 2019 à 2020 dans le gouvernement de Abdalla Hamdok.

## Biographie
Asma Mohamed Abdallah est née en 1946 à Khartoum,. Elle est diplômée en 1971 de l'université de Khartoum, après y avoir étudié l'économie et les sciences politiques,.
Elle intègre alors le ministère soudanais des Affaires étrangères, et y gravit les échelons au fil des années. Elle y est notamment directrice adjointe du département des Amériques, puis devient diplomate. Elle participe à différentes missions, par exemple à Stockholm, à Rabat, en Norvège et auprès de l'Organisation islamique pour l'éducation, les sciences et la culture. En 1991, deux ans après son coup d'État, Omar el-Béchir, qui s'est imposé au pouvoir, l'évince de son poste, et de l'effectif du ministère : elle est considérée comme peu compatible avec le nouveau pouvoir islamiste. Elle s'installe au Maroc avec son mari pendant des années. Puis, elle rentre à Khartoum et y ouvre un bureau de traduction, après le départ d'Omar el-Béchir du pouvoir,. 
Elle est nommée ministre des Affaires étrangères le 5 septembre 2019 par Abdallah Hamdok, Premier ministre du gouvernement de transition vers la démocratie. Elle est la première femme à exercer cette fonction au Soudan,,. Dès son entrée en fonction, elle a des entretiens avec des homologues, notamment Sameh Choukri, ministre des Affaires étrangères égyptien, le 9 septembre, puis Jean-Yves Le Drian, ministre des Affaires étrangères de la France le 16 septembre.
Elle quitte le gouvernement le 9 juillet 2020, après un remaniement.